# White Lines – Totál szívás Ibizán
A White Lines – Totál szívás Ibizán (eredeti cím: White Lines) 2020-as spanyol-brit thriller sorozat, melyet Álex Pina készített. A főbb szerepekben Laura Haddock, Nuno Lopes, Marta Milans, Daniel Mays és Laurence Fox látható.
A 10 epizódos első évad 2020. május 15-én jelent meg a Netflixen. Magyarországon a Cool TV mutatta be 2022. július 16-án.
2020 augusztusában a sorozatot befejezték egy évad után.

## Ismertető
Amikor Zoe Walker bátyját, Axelt holtan találják, 20 évvel azután, hogy eltűnt, miközben DJ-ként dolgozott Ibizán, a lány elhatározza, hogy odautazik és nyomozni kezd.

## Szereplők

### Főszereplők
| Szereplő             | Színész          | Magyar hang         |
| -------------------- | ---------------- | ------------------- |
| Zoe Walker           | Laura Haddock    | Mórocz Adrienn      |
| Zoe Walker           | India Fowler     | N/A                 |
| Duarte "Boxer" Silva | Nuno Lopes       | Tóth Roland         |
| Duarte "Boxer" Silva | Rafael Morais    | N/A                 |
| Kika Calafat         | Marta Milans     | Ligeti Kovács Judit |
| Kika Calafat         | Zoe Mulheims     | N/A                 |
| Marcus Ward          | Daniel Mays      | Papp Dániel         |
| Marcus Ward          | Cel Spellman     | N/A                 |
| David                | Laurence Fox     | Seder Gábor         |
| David                | Jonny Green      | N/A                 |
| Anna Connor          | Angela Griffin   | Makay Andrea        |
| Anna Connor          | Kassius Nelson   | N/A                 |
| Oriol Calafat        | Juan Diego Botto | Láng Balázs         |
| Andreu Calafat       | Pedro Casablanc  | Jakab Csaba         |
| Conchita Calafat     | Belén López      | Ősi Ildikó          |
| Clint Collins        | Francis Magee    | Koncz István        |
| Axel Collins         | Tom Rhys Harries | Nikas Dániel        |

### Mellékszereplők
| Szereplő    | Színész    | Magyar hang    |
| ----------- | ---------- | -------------- |
| Mike Walker | Barry Ward | Czvetkó Sándor |

## Epizódok
| #   | Cím                           | Rendező     | Író                                                                                       | Premier                             |
| --- | ----------------------------- | ----------- | ----------------------------------------------------------------------------------------- | ----------------------------------- |
| 1.  | A múmia (Episode 1)           | Nick Hamm   | Álex Pina, Esther Martínez Lobato, Javier Gómez Santander, David Barrocal és Alberto Úcar | 2020. május 15. 2022. július 16.    |
| 2.  | Gyász (Episode 2)             | Nick Hamm   | Álex Pina, Esther Martínez Lobato, David Barrocal és Alberto Úcar                         | 2020. május 15. 2022. július 16.    |
| 3.  | Kokó (Episode 3)              | Luis Prieto | Álex Pina, Esther Martínez Lobato, David Barrocal és Alberto Úcar                         | 2020. május 15. 2022. július 23.    |
| 4.  | A bosszú (Episode 4)          | Luis Prieto | Álex Pina, Esther Martínez Lobato, David Barrocal és Alberto Úcar                         | 2020. május 15. 2022. július 23.    |
| 5.  | Rossz kilátások (Episode 5)   | Luis Prieto | Álex Pina és Esther Martínez Lobato                                                       | 2020. május 15. 2022. július 30.    |
| 6.  | Vízihullák (Episode 6)        | Ashley Way  | Álex Pina, David Barrocal és Alberto Úcar                                                 | 2020. május 15. 2022. július 30.    |
| 7.  | Vallomások (Episode 7)        | Ashley Way  | Álex Pina és Esther Martínez Lobato                                                       | 2020. május 15. 2022. augusztus 6.  |
| 8.  | Családban marad (Episode 8)   | Ashley Way  | Álex Pina, David Barrocal, Alberto Úcar és Nacho Sánchez Quevedo                          | 2020. május 15. 2022. augusztus 6.  |
| 9.  | Emberrablás (Episodio 9)      | Nick Hamm   | Álex Pina, Esther Martínez Lobato és David Barrocal                                       | 2020. május 15. 2022. augusztus 13. |
| 10. | A keserű igazság (Episode 10) | Nick Hamm   | Álex Pina, Esther Martínez Lobato, David Barrocal, Alberto Úcar és Nacho Sánchez Quevedo  | 2020. május 15. 2022. augusztus 13. |

## A sorozat készítése
Még 2016 októberében a Netflix bejelentette, hogy berendelt egy sorozatot A nagy pénzrablás készítőjétől, Álex Pinatól. 2019. júniusában Laura Haddock, Marta Milans, Juan Diego Botto, Nuno Lopes, Daniel Mays, Laurence Fox és Angela Griffin csatlakoztak a sorozat szereposztásához.

### Forgatás
A forgatás 2019 júniusában kezdődött a Baleár-szigeteken és októberig tartott.

## Megjelenés
A White Lines 2020. május 15-én jelent meg a Netflixen.